# سید علی جابری
سیدعلی جابری (زادهٔ ‎۳۰ شهریور ۱۳۵۳)، نوازنده تنبور و سه‌تار اهل ایران است که در انگلستان زندگی می‌کند. او از جمله نوازندگان تنبور است که در چند دوره از جشنواره موسیقی فجر، به عنوان نوازنده نخست انتخاب شد. علی جابری سه آلبوم موسیقی به نام‌های همدلی، از زبور تنهائی و سحرخیزان منتشر نمود.

## زندگی و نوازندگی
علی جابری، ‎۳۰ شهریور ۱۳۵۳ در کرمانشاه در خانواده‌ای پیروی طریقت خاکساریه متولد شد. پدربزرگش میرطاهر جابری و پدرش میرجمال جابری از بزرگان و پیران سلسلهٔ خاکساریه بودند و او نیز به عرفان علاقه‌مند شد. در سن ۷ سالگی به تشویق پدر و عمویش نزد گل‌نظر عزیزی یادگیری ساز تنبور را آغاز کرد و سپس نزد سید امرالله شاه ابراهیمی و امیر حیاتی که صاحب سبک‌های مختلفی در تنبورنوازی بودند، آموزش خود را ادامه داد. بعد از مدتی سه تارنوازی را زیر نظر ابراهیم سپهری و حسین علیزاده فرا گرفت و تئوری موسیقی را نزد محمدرضا لطفی و کیخسرو پورناظری تعلیم دید.

## جشنواره‌ها و کنسرت‌ها
علی جابری در سال ‎۱۳۷۴ در جشنواره موسیقی فجر مقام اول نوازندگی تنبور را کسب کرد. در آن دوره سرپرستی گروه «سیدعلی‌خان» به عهدهٔ وی بود. پس از آن در کشورهای اروپایی و آفریقایی با گروه‌های مختلف به اجرای برنامه پرداخت.
در سال ‎۱۳۸۶ به همراه گروه موسیقی همدل با اجراهایی که در کشور آفریقایی تونس داشتند، از آن‌ها دعوت شد تا در جشنواره بین‌المللی موسیقی کارتاژ شرکت کنند.
در سال ‎۱۳۸۶ گروه موسیقی شمس و مولانا با آهنگ‌سازی و سرپرستی سیدعلی جابری در شهرهای مختلف کشورهای دانمارک، سوئد و هلند برنامه اجرا کردند.
در سال ‎۱۳۸۷ سیدعلی جابری به همراه گروه همدل از طرف موزه موسیقی ایران نغمه‌هایی را در مراسم افتتاحیه موزه سازهای موسیقی آکادمی ملی سانتا سیسیلیای رُم ایتالیا اجرا کردند.
در سال ‎۱۳۸۷ گروه موسیقی همدل به سرپرستی و آهنگسازی علی جابری در کشورهای چک و اسلواکی به اجرای برنامه پرداخت.
از ‎۲۷ اسفند ۱۳۸۸ تا ‎۷ فروردین ۱۳۸۹ گروه موسیقی همدل به همراه سیدعلی جابری در کشورهای اتریش، آلمان و ایتالیا قطعاتی را از ساخته‌های سینا سرلک و دیگر اعضای گروه اجرا نمودند.
از سال ‎۱۳۹۴ تا ‎۱۳۹۷، علی جابری در ۶۰ کنسرت بین‌المللی اجراهایی از جمله با سامی یوسف (معروف به بزرگ‌ترین ستاره انگلیسی در خاورمیانه) و سینا سرلک اجرا نمود.
در سال ‎۱۳۹۶ سینا سرلک در کنار علی جابری و گروه همدل در کالج موسیقی سلطنتی شمالی اجرا نمود.
در ‎۲۸ بهمن ۱۳۹۷، شهرام ناظری برای اولین بار در منچستر به همراه گروه همدل به اجرای برنامه پرداخت. این کنسرت به عنوان قسمتی از پروژه «زبان عشق» در دانشگاه موسیقی سلطنتی شمالی منچستر برگزار شد.
در ‎۳۰ بهمن ۱۳۹۷ شهرام ناظری به همراه سیدعلی جابری و گروه مانا در مراسم پروژه «زبان عشق» با هدف معرفی ظرفیت‌های شعر و ادبیات فارسی و مشاهیر فارسی‌سرا و تأثیر آن‌ها در گسترش مفهوم عشق و صلح به میزبانی دانشگاه آکسفورد در سالن هالیول در دانشکده موسیقی وادهام این دانشگاه به اجرای برنامه پرداختند. از نکات قابل توجه این برنامه که مورد توجه رسانه‌ها و حضار قرار گرفت، اجرا با صدای طبیعی و بدون استفاده از سیستم صدابرداری در این سالن با قدمتی بیش از ۲۷۰ سال بود که اولین سالن ساخته‌شده برای اجرای کنسرت در اروپاست.
در سال ۱۳۹۸ سیدعلی جابری به همراه گروه همدل کنسرت‌هایی برای تور انگلستان «ای عشق همه بهانه از توست» در شهرهای شفیلد، منچستر، بریستول، ادینبورگ، گیتس‌هد و بیرمنگام به حمایت شورای هنری انگلستان و انجمن هنری شمال غربی اجرا کردند که برخی از این اجراها در جشنواره‌های معتبر بین‌المللی میگریشن مترز و هوم و ادینبورگ فرینج برگزار شد.
از زمان برگزاری جشنواره ادینبورگ از سال ‎۱۳۲۶، تنها یک بار در سال ‎۱۳۸۷ در بخش اصلی این جشنواره دو اثر از ایران پذیرفته شد. در بخش فرینج سال ۱۳۹۸، سیدعلی جابری و گروه همدل در کلیسای جامع سنت جایلز، به اجرای کنسرت و رقص صوفی پرداختند.

## آلبوم‌های موسیقی

### آلبوم همدلی
نخستین اثر علی جابری، آلبوم موسیقی «همدلی» در ده قطعه با تنبورنوازی‌های جابری و دف‌نوازی احمد خاک طینت در اواسط دهه ۱۳۷۰ توسط انتشارات سروش به صورت نوار کاست منتشر شد. این آلبوم در خارج از کشور به نام Empathy منتشر شده است.

### آلبوم از زبور تنهایی
دومین آلبوم استودیویی علی جابری به نام از زبور تنهایی در شش قطعه با تنظیم و تدوین مقداد شاه‌حسینی توسط نشر موسیقی هرمس در سال ۱۳۸۹ به بازار موسیقی عرضه شد. هر کدام از قطعات این آلبوم نامی عرفانی دارند.

آلبوم موسیقی از زبور تنهایی در بخش مرور نشریه سانگ‌لاینز معرفی شد و توانست چهار ستاره از پنج ستاره را به خود اختصاص دهد. در این نشریه در مورد این آلبوم نوشته‌شده است:
«تنبور یکی از سازهای مقدس و روحانی برای مردم کردستان است. قدرت صدای نافذ آن شناساگر فرهنگ و برای عده‌ای نیز همانند انجام تکالیف مذهبی است. این ساز در دسته سازهای با دسته‌ای بلند است همراه با سه سیم و صدای دل‌نواز که نواختن با لمس کردن به وسیلهٔ انگشتان ایجاد می‌شود.»

### آلبوم سحرخیزان
آلبوم موسیقی سحرخیزان به آهنگ‌سازی و تهیه‌کنندگی جابری به عنوان سومین آلبوم وی با آواز محمد صفایی در حال و هوای موسیقی خانقاهی و قلندری در سال ۱۳۹۰ از سوی مؤسسهٔ آوای شبلی منتشر شد.

### آلبوم ای عشق همه بهانه از توست
آلبوم موسیقی زندهٔ ای عشق همه بهانه از توست که در سال ۱۳۹۸ منتشر شد، به آهنگ‌سازی جابری با آواز سینا سرلک و همراهی گروه همدل در منچستر اجرا و ضبط شد.